# Бюлов-Боткамп, Вальтер фон
Вальтер фон Бюлов-Боткамп (нем. Walter von Bülow-Bothkamp; 24 апреля 1894, Эккернфёрде, Шлезвиг-Гольштейн — 6 января 1918, Лангемарк-Пулкапелле, Западная Фландрия) — немецкий ас-истребитель из аристократической семьи, которому приписывают 28 побед.

## Ранняя жизнь
Вальтер фон Бюлов-Боткамп родился в Борби (в настоящее время является частью Эккернфёрде в земле Шлезвиг-Гольштейн, Германия). Он был вторым по старшинству сыном в семье. У него было два младших брата. Все четверо участвовали в Первой мировой войне. Трое из них погибли на фронте.
В 1912 году Вальтер Бюлов-Боткамп окончил гимназию в Плоне, Шлезвиг-Гольштейн. Получив аттестат, он шесть месяцев путешествовал по Великобритании и Швейцарии. После завершения путешествия Вальтер стал изучать право в Гейдельбергском университете. Он также присоединился к студенческому отряду Корпуса Вандалии Гейдельберга.
В августе 1914 года он и его младший брат Конрад вступили в 17-й браушвейский гусарский полк (Гусарский полк Смерти). В январе 1915 года в составе этого полка направился на фронт в Альткирш в южном Эльзасе.

## Ранние полёты
В апреле 1915 года Вальтер фон Бюлов-Боткамп стал лейтенантом, перешел в ввоено-воздушные силы и подал заявку на обучение пилотов в Имперские военно-воздушные силы Германии. На этих курсах он вместе со своим братом Конрадом проходил подготовку с 15 апреля по 15 сентября 1915 года в сменной дивизии №5 в Ганновере .
В сентябре 1915 года Вальтер Бюлов-Боткамп был направлен в FA 22 расположенную в Шампани. FA 22 представляла собой авиационную эскадрилью, организованную для воздушной разведки, наблюдения и управления артиллерией на Западном фронте. Хотя он летал на двухместном наблюдательном самолёте AEG G.II, ему удалось в последующие дни, 10 и 11 октября 1915 года сбить двух вражеских сидячих. Он служил в FA 22 до 14 марта 1916 года.
После награждения Железным крестом первого класса за победы в октябре, в 1916 году Вальтер был переведен в FA 300 "Пасха", воевавшую в Палестинедля того, чтобы продолжить разведывательные действия в поддержку Османской империи, немецкого союзника в войне. Он летал на палестинский фронт и был ранен 13 июня 1916 года. В своём письме домой из иерусалимской больницы он пошутил, что его рана на плече столь же незначительна, как и дуэльный шрам, полученный в университете.
После выписки из больницы 1 июля он одержал ещё две победы близ Эль-Ариша, причем пятая победа осталась неподтвержденной.
Его смелость и агрессивность помогли ему перейти на пилотирование истребителей. Он покинул FA 300. 7 декабря 1916 года он был переведен в прусскую истребительную эскадрилью Jagdstaffel 18. Тут он получил прусский орден Дома Гогенцоллернов с мечами и Саксонский военный орден Святого Генриха.

## Сбитые самолёты
23 января 1917 года Бюлов-Боткамп сбил два вражеских самолёта, и ещё один на следующий день, чтобы начать победную гонку его и Jagdstaffel 18. К 10 мая, когда он перешел из Jagdstaffel 18, общее количество сбитых им самолётов достигло 13.

## Командир эскадры
В мае 1917 года был назначен командиром Jagdstaffel 36, где воевал его брат Генрих. Он быстро сбил два французских аэростата наблюдения в Буванкуре 21 мая. Ранение в бедро помешало ему сбить ещё несколько самолётов, прежде чем он начал неуклонно накапливать триумфы, которые продолжались с 6 июля по 2 декабря. Во время этого отрезка, 8 октября, после 21 победы, он был награждён высшей наградой как Пруссии, так и Германской империи — Pour le Merite. 29 октября он ушел в отпуск до 7 ноября, оставив Ханса Хойера временно командовать эскадрой. 2 декабря он убил лейтенанта Гарри Г. Э. Лэчфорда из 20-й эскадрильи Королевских ВВС, когда тот сбил его истребитель Bristol F. 2. Это была 28-я и последняя победа Бюлова-Боткампа.
13 декабря 1917 года он был переведен на должность командира более престижного подразделения Jagdstaffel 2, старого подразделения Освальда Бельке. 23 декабря 1917 года он командовал Jagdstaffel на военном параде. 
6 января 1918 года Вальтер фон Бюлов-Боткамп повёл своих ведомых в воздушный бой против британских эскадрилий № 23 и № 70 Королевского летного корпуса близ Ипра. В этом бою он был сбит и погиб. Асы RFC капитан Фрэнк Г. Куигли и капитан Уильям М. Фрай считаются его победителями. 
Вальтер похоронен на кладбище своего фамильного замка. Он присоединился к своему брату Фредерику, убитому в бою в 1914 году. Через год к ним присоединится Конрад.

## Награды и ордена
- Железный Крест 1914 года 1-го класса (октябрь 1915 года) и 2-го класса (апрель 1915 года)
- Pour le Merite (8 октября 1917 года)
- Рыцарский крест Военного ордена Святого Генриха (посмертно, 7 октября 1918 года)